# Proyecto A II
Proyecto A II  es una película de acción de 1987 de Hong Kong escrita, dirigida y protagonizada por Jackie Chan. Es la secuela de la película Project A de 1983. Los actores Sammo Hung y Yuen Biao, estrellas de la primera película, no forman parte del reparto en esta entrega. El sitio de internet Rotten Tomatoes le dio a la película un 67% de ranking aprobatorio, con una calificación de 6.5 sobre 10.

## Sinopsis
La secuela continúa con los piratas fugitivos, que aseguran que deben matar a Dragon Ma para vengarse de su difunto capitán. Por recomendación del Jefe de la Fuerza del Mar, Dragon Ma es transferido para estar a cargo del distrito de Sai Wan después de que el Superintendente Chun es sospechoso de estar organizando sus arrestos. Chun, sin embargo, tiene un excelente historial y los "delincuentes" con los que ha estado involucrado son asesinados a tiros, por lo que no hay evidencia en su contra.

## Reparto
| Actor         | Personaje |
| ------------- | --------- |
| Jackie Chan   | Dragon Ma |
| Maggie Cheung | Yesan     |
| Bill Tung     | Tung      |
| Rosamund Kwan | Pak       |
| David Lam     | Chun      |
| Carina Lau    | Carina    |
| Ray Lui       | Tin-ching |